# Художній музей Крайови
Художній музей Крайови (рум. Muzeul de Artă din Craiova) — художній музей у місті Крайова, Олтенія, Румунія.
Музей розташований у палаці Костянтина Михайла, побудованому з 1898 по 1907 рік за планами французького архітектора Поля Готтеро. Колись палац належав Михайлу Костянтину (1837–1908), члену однієї з найбагатших родин Румунії. Цей палац відомий як Палац Жана Михайла. Палац прикрашений каррарськими мармуровими сходами, стінами, покритими з ліонським  шовком, люстрами з муранського скла, розписними стелями, частково позолоченою ліпниною та венеційськими дзеркалами. Він приймав королів Румунії, у 1939 році польського президента у вигнанні Ігнація Мосціцького (1867–1946) та колишнього югославського лідера Йосипа Броз Тіто (1892–1980). 
Музей засновано в 1954 році. Це головний художній музей у Крайові та важлива туристична пам'ятка міста. Головною визначною пам'яткою музею є галерея, присвячена Костянтину Бранкуші, де представлено шість його ранніх скульптур (включно з варіантами його найвідоміших робіт): Вітеллій (1898), Міс Погані (1902), Марнославство (1905), Голова хлопчика (1906), «Поцілунок» (1907), « Жіночий торс» (1909). Тут також є різноманітні картини відомих румунських майстрів, таких як Теодор Аман, Ніколає Григореску, Василе Попеску, Штефан Лукіан і Теодор Палладі, а також деякі румунські ікони.
Міністерство культури та релігійних справ Румунії обліковує палац у списку  історичних пам’яток. 